# Hoher Landsberg
Der Hohe Landsberg ist mit 498 m ü. NHN der zweithöchste Berg im Steigerwald. Er liegt im westlichen Teil des Landkreises Neustadt an der Aisch-Bad Windsheim in Mittelfranken. Bekannt ist der Berg durch die Burgruine Hohenlandsberg.

## Geographische Lage
Obwohl der Hohe Landsberg etwas niedriger als der benachbarte Scheinberg ist, erkennt man den Berg aufgrund seiner Höhe und der Ruine bereits von weitem. Von der Westseite aus wirkt der Berg ziemlich markant. Der Berg bietet eine gute Aussicht über die anliegenden Weinberge.

## Sehenswürdigkeiten
Auf dem Berg befindet sich die Burgruine Hohenlandsberg. Die Wall- und Mauerreste sind noch gut sichtbar. Die Burg wurde im Jahre 1554 zerstört.